# Decticus annaelisae
Decticus annaelisae är en insektsart som beskrevs av Willy Adolf Theodor Ramme 1929. Decticus annaelisae ingår i släktet Decticus och familjen vårtbitare. Inga underarter finns listade i Catalogue of Life.